# المهووس (مسلسل قصير)
المهووس (بالإنجليزية: Maniac) هومسلسل كوميديا سوداء أمريكي، المسلسل يستمد إلى المسلسل التلفزيوني النرويجي الذي يحمل نفس الاسم، تم عرضه في 21 سبتمبر 2018 على نيتفليكس. المسلسل من كتابه باتريك سومرفيل، ومن إخراج كاري فوكوناجا. و من بطولة النجوم إيما ستون وجونا هيل.

## طاقم العمل

### الطاقم الرئيسي
- إيما ستون
- جونا هيل
- جستن ثيرو
- سونويا ميزونو
- غابريل بيرن
- سالي فيلد

### التصوير
التصوير الرئيسي للموسم الأول بدأ في 15 أغسطس عام 2017 في مدينة نيويورك و كان من المتوقع أن تنتهي قبل نهاية تشرين الثاني / نوفمبر 2017. 

## الحلقات
| م. | العنوان               | المخرج        | الكاتب                                  | تاريخ الإصدار      |
| -- | --------------------- | ------------- | --------------------------------------- | ------------------ |
| 1  | "الشخص المنشود"       | كاري فوكوناجا | Patrick Somerville                      | September 21, 2018 |
| 2  | "طواحين الهواء"       | كاري فوكوناجا | Patrick Somerville                      | September 21, 2018 |
| 3  | "يوم عصيب"            | كاري فوكوناجا | Patrick Somerville & Caroline Williams  | September 21, 2018 |
| 4  | "متجر فراء سيباستيان" | كاري فوكوناجا | Patrick Somerville & Nick Cuse          | September 21, 2018 |
| 5  | "مثلك تماماً"          | كاري فوكوناجا | Caroline Williams & Mauricio Katz       | September 21, 2018 |
| 6  | "مشاكل المرحلة سي"    | كاري فوكوناجا | Patrick Somerville & Nick Cuse          | September 21, 2018 |
| 7  | "المثقاب"             | كاري فوكوناجا | Amelia Gray & Danielle Henderson        | September 21, 2018 |
| 8  | "بحيرة السحاب"        | كاري فوكوناجا | Mauricio Katz & Nick Cuse               | September 21, 2018 |
| 9  | "الإقرار بالذنب"      | كاري فوكوناجا | Patrick Somerville                      | September 21, 2018 |
| 10 | "الخيار الأخير"       | كاري فوكوناجا | Patrick Somerville & Cary Joji Fukunaga | September 21, 2018 |

## روابط خارجية
- منياك (المهووس) ( مسلسل تلفزيوني) على موقع IMDb (الإنجليزية)
- منياك (المهووس) ( مسلسل تلفزيوني) على موقع ميتاكريتيك (الإنجليزية)
- منياك (المهووس) ( مسلسل تلفزيوني) على موقع روتن توميتوز (الإنجليزية)
- منياك (المهووس) ( مسلسل تلفزيوني) على موقع نتفليكس (الإنجليزية)
- منياك (المهووس) ( مسلسل تلفزيوني) على موقع فيلمافينيتي (الإسبانية)
- منياك (المهووس) ( مسلسل تلفزيوني) على موقع ليتربوكسد (الإنجليزية)
- منياك (المهووس) ( مسلسل تلفزيوني) على موقع كينوبويسك (الروسية)
- منياك (المهووس) ( مسلسل تلفزيوني) على موقع ألو سيني (الفرنسية)
- منياك (المهووس) ( مسلسل تلفزيوني) على موقع قاعدة بيانات الفيلم (الإنجليزية)